# Гилмор, Говард
Говард Уолтер Гилмор (англ. Howard Walter Gilmore; 1902—1943) — американский офицер-подводник времён Второй мировой войны. Погиб в бою, командуя подводной лодкой USS Growler (SS-215). За проявленный героизм посмертно награждён Медалью Почёта.

## Ранние годы и служба
Родился 29 сентября 1902 года в Сельме, штат Алабама. О его ранних годах известно очень мало. Окончил школу в Меридиане, Миссисипи. 15 ноября 1920 года поступил на службу в ВМС США. В 1922—1926 годах учился в Военно-морской академии в Аннаполисе, которую закончил 34-м в выпуске из 456 человек. Энсином и младшим лейтенантом служил сначала три года на линкоре USS Mississippi (BB-41), затем полгода на эсминце USS Perry (DD-340).
В 1931 году Гилмор окончил Военно-морскую школу подводного флота в Нью-Лондоне в штате Коннектикут. После выпуска год прослужил на подводной лодке S-48 (SS-159) в зоне Панамского канала. Следующие три года он провёл на суше — сначала в аспирантуре ВМС США (англ. Naval Postgraduate School), затем стажировался на «Вашингтонской военно морской верфи» (англ. Washington Navy Yard). В 1936 году вернулся в море, будучи назначен помощником капитана на только что введённой в строй субмарине USS Shark (SS-174). Он снова оказался в Панаме и едва не погиб, когда однажды на берегу подвергся нападению группы бандитов, перерезавших ему горло. Год спустя его перевели в Пёрл-Харбор на Гавайских островах, помощником капитана подводной лодки USS Dolphin (SS-169). В 1939—1941 годах служил на военно-морском испытательном полигоне в Далгрине в штате Виргиния.
После присвоения звания лейтенант-коммандера в 1941 году Гилмор вернулся на подводную лодку S-48, теперь уже в качестве её капитана. После вступления США во Вторую мировую войну ему поручили командовать новой лодкой USS Growler (SS-215) типа «Гато», на тот момент ещё не достроенной — она была включена в состав флота только 20 марта 1942 года и базировалась в Пёрл-Харборе. Её первым боевым заданием было участие в операции по защите Гавайских островов.

## Участие в войне
29 июня USS Growler вышла из порта на своё первое боевое патрулирование в районе Датч-Харбор. Почти сразу Гилмору удалось достичь крупного успеха. 5 июля возле острова Кыска, месяцем ранее оккупированного японцами, USS Growler обнаружила три стоящих на якоре вражеских эсминца. Четырьмя торпедами были атакованы все три цели, что считалось беспрецедентным[3]. Эсминец IJN Arare получил попадание в котельное отделение, взорвался и затонул, при этом погибли 104 члена экипажа[4]. Два других корабля, IJN Kasumi и IJN Shiranui, были серьёзно повреждены. Подводная лодка едва сумела уклониться от двух ответных торпед. Атака была совершенно неожиданной и, по американским данным, удостоилась похвалы некоего японского адмирала. За её проведение Говард Гилмор был награждён своим первым Военно-морским крестом (официально на его счёт записали два потопленных эсминца). Других встреч с противником за время похода не произошло, и 17 июля USS Growler вернулась на базу.
Второе патрулирование проходило с 21 августа по 30 сентября 1942 года в районе Формозы (Тайвань) и оказалось самым результативным в боевой карьере Гилмора, получившего второй Военно-морской крест. За месяц подводная лодка под его командованием уничтожила четыре грузовых корабля противника:
25 августа при атаке на флот рыболовецких судов потоплен бывший сторожевик Senyo Maru (2904 регистровые тонны);
31 августа потоплен транспорт Eifuku Maru (5866 регистровых тонн);
4 сентября потоплен корабль снабжения Kashino;
7 сентября потоплен транспорт Taika Maru (2204 регистровые тонны).
Третье патрулирование USS Growler с 24 октября по 10 декабря 1942 года было безрезультатным. Оно происходило возле Соломоновых островов в разгар битвы за Гуадалканал, когда в этом районе постоянно действовала японская авиация. Было обнаружено 8 кораблей противника, но не удалось провести ни одной атаки. Подводная лодка завершила поход на своей новой базе — в Брисбене (Австралия).
1 января 1943 года USS Growler под командованием Гилмора вышла на четвёртое патрулирование для действий против «Токийского экспресса» на маршруте Трук-Рабаул. В течение месяца она провела несколько атак, лишь одна из которых (16 января) увенчалась потоплением противника — транспорта Chifuku Maru (5857 регистровых тонн). 5 февраля ночью из надводного положения лодка неудачно атаковала японский конвой и была вынуждена спасаться от глубинных бомб. Был повреждён лаз из отсека в балластную систему № 1, носовой торпедный отсек стал заполняться водой, но повреждение быстро устранили.